# Самарская организация Союза композиторов России
Самарская организация Союза композиторов России — творческое объединение композиторов и музыковедов Самарской области. Основана 28 декабря 1989 г. Председателем организации является Левянт Марк Григорьевич.

## История
В конце 1941 г. в Куйбышеве создано Куйбышевское отделение Союза советских композиторов СССР. Председателем отделения стал Д. Д. Шостакович. В правление также вошли Д. А. Рабинович, А. С. Оголевец, С. А. Чернецкий и С. И. Шлифштейн. После отъезда Д. Шостаковича председателем отделения несколько месяцев был А. Оголевец, затем А. А. Эйхенвальд, а после окончания войны им стал С. О. Орлов.
В 1953 г., со смертью С. Орлова, куйбышевская композиторская организация распалась, отделение официально перестало существовать. Возродился творческий союз лишь в 1989 г.
Председатели организации:
- 1989—1999 гг. Бердюгин А.Н.;
- с 1999 г. Левянт М.Г.

## Творческий состав Самарской организации Союза композиторов России на 2018 год
(неполный список)
- Бурлина Елена Яковлевна, музыковед
- Виноградова-Черняева Алла Леонидовна, композитор
- Витковская Олеся Георгиевна, композитор
- Дягилева Илона Константиновна, композитор
- Левянт Марк Григорьевич, композитор
- Миловидова Нина Сергеевна, музыковед
- Мышкина Светлана Владиславовна, композитор
- Плаксин Павел Алексеевич, композитор
- Файн Григорий Анисимович, композитор
- Эскина Наталья Анатольевна, музыковед